# عقلية الضحية
عقلية الضحية هي شخصية سمة مكتسبة (متعلمة) يميل فيها المرء إلى النظر لنفسه أو نفسها كضحية لتصرفات سلبية تصدر عن الآخرين، والتفكير والتحدث والتعامل كما لو كان الوضع كذلك - حتى في حالة عدم وجود دليل واضح على ذلك. وهي تعتمد على عمليات الفكر المعتادة والعزو.
تكون عقلية الضحية في المقام الأول متعلمة، على سبيل المثال، من أفراد الأسرة والمواقف التي تحدث خلال الطفولة. وهي تتعارض مع سمات الاستعداد للمرض العصابي والذهانية التي تم بحثها بشكل أفضل من الناحية النفسية، وكل منهما له أساس بيولوجي أو جيني أقوى. يمكن تعريف الاستعداد للمرض العصابي بأنه عدم استقرار عاطفي عام أو ميل معزز بشكل عام للشعور بمشاعر سلبية. يتسم مرض الذهانية بالعدوانية والاعتداء.
الأمر المشترك بين عقلية الضحية والاستعداد للمرض العصابي والذهانية هو نسبة تكرار مرتفعة نسبيًا للحالات العاطفية السلبية مثل الغضب والحزن والخوف. ولكن هذه السمات الثلاث معتمدة على بعضها البعض جزئيًا أيضًا: على سبيل المثال فإن أي فرد ما قد تكون لديه درجة مرتفعة من عقلية الضحايا ودرجة منخفضة من الاستعداد للمرض العصابي، وفي هذه الحالة من غير المحتمل أن ينظر الطبيب النفسي الإكلينيكي إلى هذا الفرد على أنه بحاجة للعلاج. وبالعكس، فإن أي فرد قد تكون لديه درجة مرتفعة من الاستعداد للمرض العصابي ودرجة منخفضة من عقلية الضحية.

## السمات
قد تتجلى عقلية الضحية بارزة في مجموعة من السلوكيات أو طرق التفكير والتحدث المختلفة:
- لوم الآخرين على موقف تسبب فيه الشخص لنفسه أو ساهم فيه بدرجة كبيرة. العجز عن أو عدم الرغبة في تحمل مسؤولية تصرفات الشخص الذاتية أو التصرفات التي ساهم فيها.
- نسبة نوايا سلبية غير موجودة للأشخاص الآخرين (ما يشبه البارانويا).
- الاعتقاد أن الأشخاص الآخرين أكثر حظًا وسعادة بوجه عام أو بشكل أساسي («لماذا أنا بالذات؟»).
- الحصول على سعادة قصيرة الأجل من الشعور بالأسف من أجل نفسه أو استثارة الشفقة من الآخرين. استثارة التعاطف من خلال سرد قصص مبالغ فيها حول التصرفات السيئة التي قام بها الأشخاص الآخرون (على سبيل المثال خلال النميمة).

قد يخوض الأشخاص ذوو عقلية الضحية في مناقشات مقنعة ومعقدة لدعم هذه الأفكار، والتي يستخدمونها بعد ذلك لإقناع أنفسهم والآخرين بحالة الضحية التي هم فيها.
كما قد يكون الأشخاص الذين لديهم عقلية الضحية سلبيين بوجه عام:
- مع ميل عام إلى التركيز على الجوانب السيئة وليس الجيدة في أي موقف. فهم ينظرون إلى الكأس نصف الممتلئ باعتباره نصف فارغ. فالشخص الذي يعيش مستوى حياة مرتفعًا يشكو من عدم توفر المال الكافي لديه. والشخص موفور الصحة يشكو من مشكلات صحية طفيفة يتجاهلها الآخرون (قارن وسواس المرض).
- متقوقع على نفسه: غير قادر أو متردد في التفكير في أي موقف من وجهة نظر الأشخاص الآخرين أو «التفكير بمنطقهم قبل توجيه النقد إليهم».
- دفاعي: أثناء المحادثة، يقرأ نية سلبية غير موجودة في أي سؤال محايد ويرد باتهام مناسب، مما يحول دون الحل الجماعي للمشكلات ويتسبب بدلاً من ذلك في حدوث خلاف غير ضروري.
- التصنيف: الميل إلى تقسيم الأشخاص إلى «طيبون» و«أشرار» دون منطقة رمادية بينهما.
- غير مغامر: في العادة غير مستعد لتحمل المخاطر، ويبالغ في أهمية النتائج السلبية المحتملة أو احتمالية حدوثها.
- إظهار العجز المكتسب: التقليل من قدرة المرء أو تأثيره في موقف معين، الشعور بالعجز.
- عنيد: يميل إلى رفض الاقتراحات أو النقد البناء من الآخرين الذين يستمعون إليه ويهتمون به، غير قادر أو متردد في تنفيذ اقتراحات الآخرين لمصلحته الشخصية.
- يحتقر ذاته: يقلل من قيمة ذاته أكثر مما يتصور أن الآخرين يقومون به.

قد تنعكس عقلية الضحية بواسطة علامات لغوية أو عادات، مثل التظاهر بما يلي
- عدم القدرة على القيام بشيء ما («لا أستطيع...»)،
- عدم توفر اختيارات («يجب أن...»)، أو
- عدم معرفة إجابة سؤال ما («لا أعرف»).

قد تتضمن المشكلات الشائعة التي يعاني منها الأشخاص ذوو عقلية الضحية ما يلي:
- البطالة أو عدم الرضا عن الوظيفة الحالية. العديد من الأشخاص يكونون فعليًا ضحايا لنظام اجتماعي اقتصادي أو خلفية تعليمية سيئة. إن الأشخاص ذوي عقلية الضحية ليسوا ضحايا بالمعنى الحقيقي. بل ربما تكون لديهم خلفية ومهارات جيدة ولكن تفوتهم الفرص بسبب خوف مبالغ فيه من تحمل المخاطر أو التعامل مع شيء جديد.
- البدانة أو عدم الرضا عن وزن الجسم الحالي. من الصحيح أن بعض الأشخاص أكثر عرضة للإصابة بزيادة الوزن لأسباب وراثية. ولكن من الصحيح أيضًا أن الأسباب البيئية (مثل عادات الطفولة) تكون بوجه عام أسبابًا أكثر أهمية للإصابة بالبدانة مقارنةً بالعوامل المتأصلة المحتملة. ووفقًا لعلم الفيزياء الأساسي، فإن أي شخص ذي وزن زائد يمكنه الوصول إلى وزن أكثر ملاءمة من خلال إجراء تعديلات صغيرة دائمة على العادات اليومية التي تتعلق بالتمارين الرياضية والنظام الغذائي. ومن العوائق الشائعة لهذه التغيرات عقلية الضحية، والتي قد تتضمن الأفكار المضللة أو المبالغ فيها حول الأساس الوراثي للبدانة.

## ضحايا التعسف والتلاعب
غالبًا ما يصبح ضحايا التعسف وتلاعب أسيرين داخل صورة ذاتية تتمثل في التحول إلى ضحية. وتتضمن السمات النفسية للإحساس بالتحول إلى ضحية شعور متغول بالعجز والسلبية وعدم القدرة على التحكم والتشاؤم والتفكير السلبي ومشاعر قوية بالذنب والخزي ولوم النفس واكتئاب. ويمكن أن تؤدي طريقة التفكير هذه إلى الشعور بفقدان الأمل واليأس.

## التخلص من المشكلة
نظرًا لأن عقلية الضحية تكون في المقام الأول مكتسبة وليست موروثة، فمن الممكن تغييرها. فمن الممكن إحداث تغيير في الاتجاه من خلال موقف أو أزمة غير معتادة. ولأن رفض الاقتراحات هي سمة مميزة عامة في عقلية الضحية، فإن الشخص الذي لديه عقلية الضحية لن يستجيب عادةً بشكل إيجابي للمحاولات اليومية التي يقوم بها شخص آخر لجذب انتباهه إلى المشكلة وحلولها الممكنة. ولهذا السبب، قد تصبح هذه الحالة مزمنة.

## التاريخ والشؤون السياسية
لقد ارتبطت عقلية الضحية بالأنظمة السياسية القمعية. فإذا شعر قادة دولة ما والمواطنون الذين يؤيدونهم بشكل جماعي أنهم مثل الضحايا لدول مجاورة (على سبيل المثال بعد نزاعات حدودية سابقة)، فقد تزيد احتمالية دفاع هؤلاء القادة عن اللجوء إلى العنف لحل النزاعات أو قمع حرية التعبير. وتقف ألمانيا النازية كمثال شهير[بحاجة لمصدر]: في كتابه كفاحي "Mein Kampf"، صور هتلر نفسه والألمان كضحايا. وقد استغل صفة الضحايا هذه لتبرير الهجوم الذي شنه على الدول المجاورة وقمع مجموعات الأقليات.